# Elisa (pontão)
O pontão Elisa foi um navio a vela que serviu a Armada Imperial Brasileira como Depósito da Esquadra, durante a Guerra do Paraguai. Foi o primeiro e único navio da armada a ostentar esse nome.